# Distrito de Padre Abad
El distrito de Padre Abad es uno de los cinco que conforman la  provincia de Padre Abad, ubicada en el departamento del Ucayali en el centro del Perú. 
Su nombre honra al religioso español Francisco Alonso de Abad, fraile franciscano explorador del río Aguaytía y el primero en hacer contacto con los nativos cashibos en el siglo XVIII.
Desde el punto de vista jerárquico de la Iglesia católica, forma parte de la Vicariato apostólico de Pucallpa.

## Historia
El distrito fue creado mediante Ley N° 13723 del 13 de noviembre de 1961 con su capital el pueblo de Aguaytía, en el segundo gobierno del Presidente Manuel Prado Ugarteche.

## Geografía
Tiene una extensión de 2 151,86 kilómetros cuadrados.
En este distrito de la Amazonia peruana habita la etnia Pano grupo Cacataibo autodenominada uni.

## Población
Según censo 2007 el distrito tiene una población de 5 185 habitantes.

## Autoridades

### Municipales
- 2019 - 2022[6]
  - Alcalde: Román Tenazoa Secas, de Todos Somos Ucayali.
  - Regidores:

  1. Daniel Osiel Zegarra Macuyama (Todos Somos Ucayali)
  2. Nirma Alegría Torres (Todos Somos Ucayali)
  3. Grimaldo Odilón Lastra Campos (Todos Somos Ucayali)
  4. Luis Delin Cabrera Ramírez (Todos Somos Ucayali)
  5. Nely Martín Carmen (Todos Somos Ucayali)
  6. José Enrique Caillahua Íñigo (Todos Somos Ucayali)
  7. Elmith Flores Rojas (Alianza para el Progreso)
  8. Judith Eliana Yaringaño Balvín (Alianza para el Progreso)
  9. Luis Edgardo Tecco Fernández (Fuerza Popular)

- 2023 - 2026[7]
  - Alcalde: MENDOZA JARAMILLO IVAN RONALD, de Todos Somos Ucayali.
  - Regidores:

  1. GUERRERO MORALES FRANCISCA SENA
  2. CHARRE RAFAEL LEOPOLDO OMER
  3. LINO ESQUIVEL LIZ SADITH
  4. NORIEGA GONZALES DEYVI
  5. PIZANGO AMASIFUEN LITH
  6. GARZON RAMIREZ GEORGE ENRIQUE
  7. PACHECO UNOCURE CLARISA DOMENICA
  8. ODICIO ANGULO MARCELO
  9. TORRES ZAVALA YONY

### Policiales
- Comisario

## Turismo
Ubicado en las proximidades de Aguaytía, en la región de Ucayali, se encuentra el impresionante atractivo natural conocido como "El Velo de la Novia". Este lugar cautiva a los visitantes con su belleza y majestuosidad, ofreciendo una experiencia única en medio de la selva amazónica.
"El Velo de la Novia" es una hermosa cascada que se destaca por su imponente caída de agua y su entorno pintoresco. El nombre del lugar se debe a la forma en que el agua fluye desde lo alto, creando un efecto similar al de un velo de novia. La cascada se encuentra rodeada de exuberante vegetación tropical, lo que realza aún más su encanto natural.
Llegar a "El Velo de la Novia" implica adentrarse en un fascinante entorno selvático. Los visitantes pueden disfrutar de una caminata a través de senderos rodeados de árboles centenarios y escuchar los sonidos de la selva mientras se acercan a la cascada. La atmósfera tranquila y serena invita a relajarse y conectarse con la naturaleza.
Una vez en el lugar, los turistas pueden contemplar la cascada en toda su grandeza y disfrutar de su refrescante brisa y su espectáculo visual. Muchos visitantes optan por tomar fotografías para capturar este impresionante paisaje y llevar consigo recuerdos inolvidables de su visita a "El Velo de la Novia".
Para aquellos que buscan una experiencia más aventurera, también es posible nadar en las aguas cristalinas que se forman debajo de la cascada. Sumergirse en estas refrescantes aguas es una forma maravillosa de disfrutar de la naturaleza y sentir la energía revitalizante de este lugar mágico.